# Eurystauridia viola
Eurystauridia viola är en fjärilsart som beskrevs av Sergius G. Kiriakoff 1962. Eurystauridia viola ingår i släktet Eurystauridia och familjen tandspinnare. Inga underarter finns listade i Catalogue of Life.